# Sociedade dos Missionários dos Santos Apóstolos
A Sociedade Clerical dos Missionários dos Santos Apóstolos (em latim: Societas clericalis sanctorum apostolorum pro missionibus) formam uma sociedade de vida apostólica missionária masculina de direito pontifício.

## Histórico
Em 1950, o padre Eusèbe Ménard (1916-1987), religioso canadense da Ordem dos Frades Menores, fundou a Sociedade dos Santos Apóstolos, sociedade de vida apostólica dedicada à formação das vocações sacerdotais e à direção de retiros espirituais e de paróquias pobres. O instituto foi reconhecido de direito diocesano pelo Cardeal Paul-Émile Léger em 15 de agosto de 1965.
Em 1962, os Missionários dos Santos Apóstolos, também fundados pelo Padre Ménard, iniciaram o seu trabalho apostólico no Peru, eles foram reconhecidos em 1º de novembro de 1971 como sociedade de vida apostólica de direito diocesano por decreto do bispo do Vicariato Apostólico de San José de Amazonas (Peru) e vinculado à Congregação para a Evangelização dos Povos.
Os dois institutos fundiram-se em 15 de agosto de 1995 em Montreal e a sociedade foi aprovada pela Santa Sé em 29 de junho de 2000.

## Atividades e difusão
Os membros da sociedade dedicam-se à gestão de casas de retiro espiritual e centros de formação para sacerdotes e pessoas em países de missão; dedicam-se também ao ministério sacerdotal nas paróquias pobres e nos países em desenvolvimento.
Eles estão presentes em:
- América do Norte: Canadá, Estados Unidos.
- América do Sul: Brasil, Colômbia, Peru.
- África: Camarões.

A casa-mãe fica em Montreal.
Em 31 de dezembro de 2005, a sociedade tinha 20 casas e 172 membros, incluindo 120 padres.